# Ніке Лоренц
Ніке Лоренц (нім. Nike Lorenz, нар. 12 березня 1997, Берлін, Німеччина) — німецька хокеїстка на траві, бронзова призерка Олімпійських ігор 2016 року.

## Виступи на Олімпіадах
| Олімпіада           | Дисципліна     | Місце |
| ------------------- | -------------- | ----- |
| Ріо-де-Жанейро 2016 | хокей на траві | 3     |

## Зовнішні посилання
- Ніке Лоренц — олімпійська статистика на сайті Sports-Reference.com (англ.) (архівна версія)